# Озерский (Зимовниковский район)
Озерский — хутор в Зимовниковском районе Ростовской области.
Входит в состав Верхнесеребряковского сельского поселения.

## Население
| 2010 |
| ---- |
| 164  |

## Улицы
На хуторе имеется одна улица: Приозерная.